# محمود فوزي (سياسي)
محمود فوزي (19 سبتمبر 1900 - 12 يونيو 1981)، نائب رئيس جمهورية مصر العربية بالفترة من 16 يناير 1972 حتى 18 سبتمبر 1974 وذلك أثناء فترة حكم الرئيس محمد أنور السادات، وقبلها كان رئيسًا للوزراء، كما كان وزيرًا للخارجية وذلك بعد قيام ثورة 23 يوليو.

## عن حياته
نال درجة الليسانس عام 1923 من ، ودرس بعد ذلك في إنجلترا إلى أن حصل على الدكتوراه في القانون الدولي من جامعة كولومبيا الأمريكية. وعمل منذ تخرجه من الجامعة في السلك الدبلوماسي المصري، وكانت بدايته كاتبًا في القنصلية المصرية في نيويورك، ثم نقل مأمورًا للقنصلية المصرية اليابان، ثم في القدس والأردن. وفي عام 1946 اختير مندوبًا لمصر لدى الأمم المتحدة، وفي عام 1949 اختير مندوبًا لدى مجلس الأمن الدولي. وفي عام 1952 عُيّن سفيرًا لدى المملكة المتحدة.
عُيّن في 9 ديسمبر 1952 وزيرًا للخارجية وذلك بعد قيام ثورة 23 يوليو، وخلال توليه شؤون الوزارة شارك في مفاوضات الجلاء، كما شارك بدور فعال أثناء العدوان الثلاثي عام 1956 ، كما ساهم بوضع مبادئ حركة عدم الانحياز وفي تأسيس منظمة الوحدة الأفريقية. واستمر بمنصبه حتى 24 مارس 1964. وبعد حرب 1967 عُيّن مساعدًا لرئيس الجمهورية للشؤون السياسية، وفي عام 1969 اختير أمينًا عامًا للجنة وضع الدستور المصري.
وبعد وفاة الرئيس جمال عبد الناصر وتولي الرئيس محمد أنور السادات للحكم، اختير في 21 أكتوبر 1970 رئيسًا لمجلس الوزراء، واستمر بتولي شؤون رئاسة الوزارة حتى 16 يناير 1972 عندما اختاره الرئيس السادات ليكون نائبًا لرئيس الجمهورية، واستمر بتولي المنصب حتى 18 سبتمبر 1974 عندما استقال من منصبه وأعلن اعتزاله العمل السياسي.

## وصلات خارجية
- محمود فوزي على موقع الموسوعة البريطانية (الإنجليزية)
- محمود فوزي على موقع مونزينجر (الألمانية)